# Campionati italiani maschili assoluti di atletica leggera 1946
I XXXVI campionati italiani assoluti di atletica leggera si svolsero presso l'Arena Civica di Milano dal 4 al 6 ottobre 1946. Al termine delle tre giornate di gare milanesi la classifica per società vide trionfare l'Unione Sportiva Milanese con 44 punti, seguita da ASSI Giglio Rosso di Firenze con 37 punti e Società Ginnastica Gallaratese con 29 punti.
Le gare dei 3000 metri siepi e del decathlon si tennero il 19 e 20 ottobre sul campo della Società Ginnastica Forza e Costanza a Brescia, in concomitanza con il campionato italiano femminile di pentathlon.
Il titolo di campione italiano della maratonina fu assegnato a Bisceglie, in Puglia, il 9 giugno, mentre quello della maratona fu assegnato il 1º settembre sulle strade di Modena. Infine, la gara della marcia 20 km si tenne a Milano il 20 giugno, mentre quella di marcia 50 km si disputò il 15 settembre a Lomazzo, in provincia di Como.

## Risultati

### Le gare del 4-6 ottobre a Milano
| Specialità             | Oro                                                                                         | Prestazione | Argento                                                             | Prestazione | Bronzo                                                                                         | Prestazione |
| Corse                  |                                                                                             |             |                                                                     |             |                                                                                                |             |
| 100 m                  | Carlo Monti Unione Sportiva Milanese                                                        | 10"7        | Vittorio Cattoni AAS Genova                                         | 10"9        | Enrico Perrucconi Dopolavoro Curiel Milano                                                     | 11"0        |
| 200 m                  | Carlo Monti Unione Sportiva Milanese                                                        | 21"4        | Luciano Noferini ASSI Giglio Rosso                                  | 21"9        | Aldo Santon Trionfo Genovese                                                                   | 22"2        |
| 400 m                  | Gioacchino Dorascenzi Società Ginnastica Gallaratese                                        | 50"44       | Mario Nai Oleari Società Sportiva Vigevano                          | 50"4        | Antonio Siddi Associazione Sportiva Ambrosiana                                                 | 50"6        |
| 800 m                  | Mario Lanzi Dopolavoro Curiel Milano                                                        | 1'53"3      | Umberto Fiori Società Ginnastica Gallaratese                        | 1'54"8      | Aldo Fracassi Associazione Sportiva Ambrosiana                                                 | 1'56"4      |
| 1500 m                 | Umberto Fiori Società Ginnastica Gallaratese                                                | 4'02"9      | Mario Cosi ASSI Giglio Rosso                                        | 4'03"4      | Egisto Pederzoli Ampi Genova                                                                   | 4'04"4      |
| 5000 m                 | Giovanni Nocco Trionfo Genovese                                                             | 15'21"1     | Mario Cosi ASSI Giglio Rosso                                        | 15'21"3     | Alfredo Lazzerini Trionfo Genovese                                                             | 15'29"1     |
| 10 000 m               | Giuseppe Beviacqua Fratellanza Ginnastica Savonese                                          | 31'43"1     | Alfredo Lazzerini Trionfo Genovese                                  | 32'03"1     | Cristoforo Sestini ASSI Giglio Rosso                                                           | 32'17"4     |
| 110 m hs               | Arnaldo Balestra Società Ginnastica Forza e Costanza                                        | 15"2        | Albano Albanese Lancia Torino                                       | 15"3        | Gianni Caldana Dopolavoro Curiel Milano                                                        | 15"4        |
| 400 m hs               | Armando Filiput Associazione Sportiva Edera                                                 | 54"3        | Russo Unione Sportiva Milanese                                      | 55"3        | Gilberto Palazzi Gruppo Sportivo Centauro Milano                                               | 55"6        |
| Marcia 10 000 m        | Pino Dordoni Farnesiana Piacenza                                                            | 47'36"8     | Mario Di Salvo Gruppo Sportivo Capitolino                           | 47'54"1     | Giuseppe Kressevich Associazione Sportiva Edera                                                | 48'15"1     |
| Staffetta 4×100 m      | Unione Sportiva Milanese Ernesto Bianchi Guido Gritti Gino Riva Carlo Monti                 | 42"3        | Pro Patria Milano Cairoli Grossi Dainelli Orazio Mariani            | 43"0        | Associazione Amatori Atletica Giusto Cattoni Cerate Merani Ritondi                             | 43"2        |
| Staffetta 4×400 m      | Società Ginnastica Gallaratese Gioacchino Dorascenzi Aldo Longhi Umberto Fiori Giacomo Moro | 3'23"8      | ASSI Giglio Rosso Cervellini Volpi Luciano Mengoni Luciano Noferini | 3'23"8      | Associazione Sportiva Ambrosiana Alessandro Sioli Aldo Fracassi Gilberto Palazzi Antonio Siddi | 3'25"2      |
| Salti                  |                                                                                             |             |                                                                     |             |                                                                                                |             |
| Salto in alto          | Alfredo Campagner Dopolavoro Curiel Milano                                                  | 1,90 m      | Albano Albanese Lancia Torino                                       | 1,80 m      | Valentino Pellarini                                                                            | 1,75 m      |
| Salto in alto          | Alfredo Campagner Dopolavoro Curiel Milano                                                  | 1,90 m      | Albano Albanese Lancia Torino                                       | 1,80 m      | Aldo Orler                                                                                     | 1,75 m      |
| Salto in alto          | Alfredo Campagner Dopolavoro Curiel Milano                                                  | 1,90 m      | Albano Albanese Lancia Torino                                       | 1,80 m      | Celso Mongardi Unione Sportiva Imolese                                                         | 1,75 m      |
| Salto in alto          | Alfredo Campagner Dopolavoro Curiel Milano                                                  | 1,90 m      | Albano Albanese Lancia Torino                                       | 1,80 m      | Pagnoni                                                                                        | 1,75 m      |
| Salto in alto          | Alfredo Campagner Dopolavoro Curiel Milano                                                  | 1,90 m      | Albano Albanese Lancia Torino                                       | 1,80 m      | Bini                                                                                           | 1,75 m      |
| Salto con l'asta       | Felice Corti Ginnastica Comense 1872                                                        | 3,80 m      | Mario Romeo Unione Sportiva Milanese                                | 3,60 m      | Marino Ratta SEF Virtus Bologna                                                                | 3,50 m      |
| Salto in lungo         | Alessandro Acerbi Reale Società Ginnastica di Torino                                        | 6,82 m      | Lorenzo Toso Società Ginnastica Forza e Costanza                    | 6,66 m      | Gino Pederzani SEF Virtus Bologna                                                              | 6,62 m      |
| Salto triplo           | Fulvio Pellarini Associazione Sportiva Edera                                                | 14,06 m     | Giuseppe Tosi                                                       | 14,03 m     | Antonio Casarotti Unione Sportiva Milanese                                                     | 14,02 m     |
| Lanci                  |                                                                                             |             |                                                                     |             |                                                                                                |             |
| Getto del peso         | Angiolo Profeti Atletica Virtus Lucca                                                       | 13,78 m     | Adolfo Consolini Pro Patria Milano                                  | 16,38 m     | Ruggero Castagnetti Gruppi Sportivi Fiamme Gialle                                              | 12,87 m     |
| Lancio del disco       | Giuseppe Tosi Società Sportiva Esperia                                                      | 52,19 m     | Adolfo Consolini Pro Patria Milano                                  | 51,53 m     | Ruggero Biancani SEF Virtus Bologna                                                            | 43,39 m     |
| Lancio del martello    | Giuseppe Soldi Associazione Sportiva Ambrosiana                                             | 50,19 m     | Teseo Taddia Associazione Sportiva Ambrosiana                       | 50,08 m     | Suberina                                                                                       | 48,25 m     |
| Lancio del giavellotto | Amos Matteucci Gruppo Sportivo Capitolino                                                   | 62,24 m     | Bruno Rossi SEF Virtus Bologna                                      | 61,35 m     | Raffaele Drei Società Ginnastica Forza e Costanza                                              | 57,84 m     |

### La mezza maratona del 9 giugno a Bisceglie
| Specialità             | Oro                      | Prestazione | Argento                                            | Prestazione | Bronzo                                | Prestazione |
| Mezza maratona (20 km) | Antonio Carta SEF Torres | 1h10'03"0   | Salvatore Costantino Unione Sportiva Sangiovannese | 1h10'22"0   | Osvaldo Marconi Gruppo Sportivo Verri | 1h10'51"1   |

### La marcia 20 km del 20 giugno a Milano
| Specialità   | Oro                                             | Prestazione | Argento                 | Prestazione | Bronzo                                     | Prestazione |
| Marcia 20 km | Giuseppe Dordoni Gruppo Sportivo Diana Piacenza | 1h38'55"8   | Stefani Libertas Latina | 1h40'11"3   | Abdon Pamich Associazione Amatori Atletica |             |

### La maratona del 1º settembre a Modena
| Specialità | Oro                                      | Prestazione | Argento                                          | Prestazione | Bronzo                                  | Prestazione |
| Maratona   | Stefano Natale Società Sportiva Pagliani | 3h00'34"    | Giovanni Balbusso Società Ginnastica Gallaratese | 3h07'38"    | Francesco Pintore Gruppo Sportivo Verri | 3h10'07"    |

### La marcia 50 km del 15 settembre a Lomazzo
| Specialità   | Oro                                                | Prestazione | Argento                                         | Prestazione | Bronzo                                     | Prestazione |
| Marcia 50 km | Valentino Bertolini Società Atletica Gancia Torino | 5h00'19"    | Alighiero Guglielmi Unione Sportiva Alessandria | 5h03'17"    | Cosimo Puttilli Associazione Sportiva Bari | 5h05'23"    |

### I 3000 metri siepi e il decathlon del 19-20 ottobre a Brescia
| Specialità       | Oro                                                | Prestazione | Argento                                            | Prestazione | Bronzo                                           | Prestazione |
| 3000 metri siepi | Renato Colosio Società Ginnastica Forza e Costanza | 10'23"3     | Ilario Ugolini Società Ginnastica Forza e Costanza | 10'27"0     |                                                  |             |
| Decathlon        | Lorenzo Vecchiutti Associazione Sportiva Udinese   | 5778 p.     | Beretta Società Atletica Gancia Torino             | 5558 p.     | Lorenzo Toso Società Ginnastica Forza e Costanza | 5281 p.     |